# اما لوند
اما لوند (انگلیسی: Emma Lundh؛ زادهٔ ۲۶ ژوئن ۱۹۸۹) بازیکن فوتبال اهل سوئد است.
از باشگاه‌هایی که در آن بازی کرده‌است می‌توان به باشگاه فوتبال زنان تیرسو، باشگاه فوتبال آی‌ای‌کی، باشگاه فوتبال هامارابی، باشگاه فوتبال زنان لیورپول، باشگاه فوتبال لینشوپینگ، و دیوری گردن اشاره کرد.
وی همچنین در تیم ملی فوتبال زنان سوئد بازی کرده‌است.